# 死霊館 悪魔のせいなら、無罪。
『死霊館 悪魔のせいなら、無罪。』（しりょうかん あくまのせいならむざい、The Conjuring: The Devil Made Me Do It）は、2021年のアメリカ合衆国のホラー映画。監督はマイケル・チャベス、出演はヴェラ・ファーミガとパトリック・ウィルソンなど。1981年に米国で実際に起きた「悪魔が私に殺させた」事件を実在の心霊研究家であるウォーレン夫妻の視点から描いている。『死霊館』（2013年） 、『死霊館 エンフィールド事件』（2016年）の続編であり、また『アナベル 死霊博物館』（2019年）に続く「死霊館ユニバース」の第8作目である。R15+指定。

## ストーリー
1981年、心霊研究家であるエドとロレインのウォーレン夫妻は、8歳のデヴィッドの悪魔祓いを行った。立ち会った家族たちや司祭と共に、悪魔の怪力で投げ飛ばされるエド。心筋梗塞の発作を起こしたエドは、意識を失う直前に、デヴィッドに憑いていた悪魔が、デヴィッドの姉の恋人アーニーに移る様子を目撃した。
病院で一命を取り留め、アーニーが危ないと妻に告げるエド。だが、警告は間に合わず、悪魔に憑依されたアーニーは知人のブルーノを刺殺してしまった。アーニーを調査し、悪魔憑きだと確信したウォーレン夫妻は、死刑を回避するために法廷で戦う覚悟を決めた。
発端である少年デヴィッドの家の床下で、黒魔術の彫像を見つけるウォーレン夫妻。何者かが悪魔召喚の呪いをかけていることを知った夫妻は、地元の有名なオカルト研究家カスナーを訪ねるが、成果は得られなかった。
マサチューセッツ州の警察から、ウォーレン夫妻に連絡が入った。地元で行方不明になっている少女ジェシカの家から、良く似た悪魔の彫像が発見されていたのだ。持ち前の特殊能力によってジェシカの遺体を探し出したロレインは、遺体の手を握ることによって、不気味な女が儀式を行う地下トンネルを幻視した。
自宅に戻り、古い魔術書から、人間を生贄にする呪いの儀式を発見するウォーレン夫妻。詳しい内容の翻訳を頼むために、ロレインは単身で研究者カスナーの家へ向かった。一方で、ロレインが幻視した地下トンネルの位置を調べたエドは、その場所がカスナー家の真下であることに気付いた。
謎の女はカスナーの娘で、オカルトにのめり込んだアイラだったのだ。妻の救助に駆け付けたエドに術をかけて、ロレインを殺させようとするアイラ。だが、エドは寸前で正気を取り戻し、アイラの作った呪いの祭壇を打ち壊した。
1981年の暮れにアーニーの裁判が開かれた。懲役5年の有罪判決だったが、当初予想された死刑は無事に回避された。

## キャスト
※括弧内は日本語吹替。
- ロレイン・ウォーレン: ヴェラ・ファーミガ（小林さやか）。霊能力者。
  - 若い頃: ミーガン・アシュリー・ブラウン
- エド・ウォーレン: パトリック・ウィルソン（咲野俊介）。ロレインの夫で心霊研究家。
  - 若い頃: ミッチェル・フーグ
- ジュディ・ウォーレン: スターリング・ジェリンズ（大津愛理[4]）。夫妻の娘。
- アルネ(アーニー)・シャイアン・ジョンソン: ルアイリ・オコナー（英語版）（西健亮）
- デヴィッド・グラツェル: ジュリアン・ヒリアード（渡谷美帆）
- デビー・グラツェル: サラ・キャサリン・フック（瀬戸麻沙美）
- ジュディ・グラツェル: シャーリーン・アモイア（英語版）（濱口綾乃）
- カール・グラツェル: ポール・ウィルソン（綿貫竜之介）
- カストナー神父: ジョン・ノーブル（勝部演之）
- イスラ: ユージェニー・ボンデュラント（日野由利加）
- ゴードン神父: スティーブ・コールター （牛山茂)
- ニューマン神父: ヴィンス・ピザーニ（赤坂柾之）
- ドリュー・トーマス: シャノン・クック（英語版）（後藤ヒロキ）
- ブルーノ・ソールズ: ロニー・ジーン・ブレヴィンス（英語版）
- ジェシカ・ルイーズ・ストロング: イングリッド・ビス（英語版）（松井暁波）
- ケイティ・リンカーン: アンドレア・アンドラーデ
- クレイ刑事: キース・アーサー・ボルデン（野川雅史）
- トーマス軍曹: マーク・ロウ（佐々木祐介）

## 製作

### 構想
2016年、ジェームズ・ワンは『死霊館 エンフィールド事件』の続編について「ウォーレン夫妻に関する逸話は沢山あるので、『死霊館』シリーズがさらに多くの作品を生み出す可能性はあります」と述べた。また、脚本家のチャド・ヘイズとケイリー・ヘイズも続編製作の意欲を見せていた。しかし、ワンは「私は他のプロジェクトに関与しているので、『死霊館』第3作の監督を務めることはできないかもしれない」という主旨の発言もしていた。同年6月、ワンは「もし第3作が製作されるなら、1980年代を舞台にした作品になるだろう」「第3作は『狼男アメリカン』のような作品になるでしょう。狼男を題材とするのは実に面白い。ウォーレン夫妻が『バスカヴィル家の犬』のような世界に放り込まれたらどうなるか。それだけで面白い。」とインタビューの中で語った。2017年5月、ピーター・サフランが「第3作はホーンテッド・ハウスものにはならないだろう」という主旨の発言をした。6月、第3作の製作が企画段階に入り、デヴィッド・レスリー・ジョンソン＝マクゴールドリックが脚本を担当することになった。
2018年10月4日、『ラ・ヨローナ〜泣く女〜』で監督を務めたマイケル・チャベスが『死霊館』第3作の監督に起用されたとの報道があった。18日、ワンが「『死霊館』第3作はアメリカ史上初の出来事、つまり、被告人が悪魔に憑依されていたことを以て無罪を主張した事件を題材にしています」と明かした。

### キャスティング
2018年12月11日、パトリック・ウィルソンとヴェラ・ファーミガの続投が決まったとの報道があった。2019年8月30日、ミーガン・アシュリー・ブラウンとミッチェル・フーグの起用が発表された。12月、チャベス監督が自身のInstagramでスターリング・ジェリンズ、ジュリアン・ヒリアード、サラ・キャサリン・フック、ルアイリ・オコナーのキャスト入りを発表した。

### 撮影・音楽
本作の主要撮影は2019年6月3日にジョージア州アトランタで始まり、同年8月15日に終了した。
2019年12月11日、ジョセフ・ビシャラが本作で使用される楽曲を手掛けることになったと報じられた。2021年5月28日、本作のサウンドトラックが発売された。

## マーケティング・興行収入
当初、本作は2020年9月11日に全米公開される予定だったが、新型コロナウイルスの感染拡大が止まらない状況を受け、公開日は2021年6月4日に延期された。
2019年12月8日、ワーナー・ブラザース映画はコミコンで本作のタイトルが『The Conjuring: The Devil Made Me Do It』に決まったと発表すると共に、本作のフッテージ映像を初めて公開した。2021年4月22日、本作のオフィシャル・トレイラーが公開された。6月2日、本作のファイナル・トレイラーが公開された。4日、本作は全米3102館で封切られ、公開初週末に2410万ドルを稼ぎ出し、週末興行収入ランキング初登場1位となった。

## 評価
本作に対する批評家の評価は平凡なものに留まっている。映画批評集積サイトのRotten Tomatoesには225件のレビューがあり、批評家支持率は56%、平均点は10点満点で5.7点となっている。サイト側による批評家の見解の要約は「ヴェラ・ファーミガとパトリック・ウィルソンのお陰で、『死霊館 悪魔のせいなら、無罪。』は観客を楽しませられる作品に仕上がっているが、前2作より出来が悪いのは否めない。」となっている。また、Metacriticには39件のレビューがあり、加重平均値は56/100となっている。なお、本作のCinemaScoreはB+となっている。